# Parque nacional de Mapungubwe
El Parque nacional de Mapungubwe (en afrikáans: Mapungubwe Nasionale Park; en inglés: Mapungubwe National Park) es un parque nacional en la provincia de Limpopo, Sudáfrica. Se encuentra junto al río Kolope, al sur de la confluencia de los ríos Limpopo y Shashe y a unos 15 km al NE de la mina Venetia Diamond. Colinda con la frontera con Botsuana y Zimbabue, y forma parte de la Gran Área de Conservación Transfronteriza Mapungubwe. Fue establecido en 1995 y tiene una superficie de más de 28.000 hectáreas. El parque protege el sitio histórico de la Colina de Mapungubwe, que fue la capital del Reino de Mapungubwe, así como la vida silvestre y bosques ribereños a lo largo del río Limpopo. Una curiosidad interesante de esta zona es que es uno de los pocos lugares en África que tiene tanto suricatos como cocodrilos del Nilo.[cita requerida]